# 坎普河畔申贝格
坎普河畔申贝格是奥地利下奥地利州克雷姆斯兰县的一个市镇。总面积53.28平方公里，总人口1786人，人口密度33.5人/平方公里（2005年）。